# Den 38. Razzie-Uddeling
Den 38. Razzie-Uddeling er den 38. uddeling af prisen Golden Raspberry Award, også kaldet "Razzie", der blev uddelt til de værste Hollowood-produktioner, der kom ud af filmåret 2017. Præ-nomineringerne blev offentliggjort den 22. januar 2018 og vinderne offentliggjort ved en ceremoni den 3. marts 2018 i Los Angeles.
Filmen The Emoji Movie blev den første animationsfilm i fuld længde, der blev nomineret i alle kategorierne Værste film, Værste instruktør, Værste filmpar og Værste manuskript, og filmen "vandt" i samtlige kategorier og blev derved den film, der modtog flest razzies. Transformers: The Last Knight var nomineret i flest kategorier, 10 i alt.
Der var ved uddelingen en ny kategori, sponseret af Rotten Tomatoes, kaldet "The Razzie Nominee So Rotten You Loved It", hvor brugerne af Rotten Tomatoes' website kunne støtte en film, som de mente var urimeligt nomineret. Kategorien blev vundet af filmen Baywatch.

## Vindere og nominerede
| Værste film - The Emoji Movie (Columbia) – Michelle Raimo Kouyate - Baywatch (Paramount) – Michael Berk, Gregory J. Bonann, Beau Flynn, Ivan Reitman, Douglas Schwartz - Fifty Shades - I mørket (Universal) – Dana Brunetti, Michael De Luca, E. L. James, Marcus Viscidi - The Mummy (Universal) – Sarah Bradshaw, Sean Daniel, Alex Kurtzman, Chris Morgan - Transformers: The Last Knight (Paramount) – Ian Bryce, Lorenzo di Bonaventura, Tom DeSanto, Don Murphy | Værste instruktør - Tony Leondis – The Emoji Movie - Darren Aronofsky – Mother! - Michael Bay – Transformers: The Last Knight - James Foley – Fifty Shades Darker - Alex Kurtzman – The Mummy |
| Værste mandlige hovedrolle - Tom Cruise – The Mummy som Nick Morton - Johnny Depp – Pirates of the Caribbean: Dead Men Tell No Tales som Captain Jack Sparrow - Jamie Dornan – Fifty Shades - I mørket som Christian Grey - Zac Efron – Baywatch som Matt Brody - Mark Wahlberg – Daddy's Home 2 og Transformers: The Last Knight som Dusty Mayron og Cade Yeager | Værste skuespillerinde - Tyler Perry – Boo 2! A Madea Halloween som Mabel "Madea" Simmons - Katherine Heigl – Unforgettable som Tessa Connover - Dakota Johnson – Fifty Shades - I mørket som Anastasia "Ana" Steele - Jennifer Lawrence – Mother! som Mother - Emma Watson – The Circle som Mae Holland |
| Værste mandlige birolle - Mel Gibson – Daddy's Home 2 som Kurt Mayron - Javier Bardem – Mother! og Pirates of the Caribbean: Dead Men Tell No Tales som Ham og Captain Armando Salazar - Russell Crowe – The Mummy som Dr. Henry Jekyll - Josh Duhamel – Transformers: The Last Knight som Col. William Lennox - Anthony Hopkins – Collide og Transformers: The Last Knight som Hagen Kahl og Sir Edmund Burton | Værste kvindelige birolle - Kim Basinger – Fifty Shades - I mørket som Elena Lincoln - Sofia Boutella – The Mummy som Ahmanet - Laura Haddock – Transformers: The Last Knight som Viviane Wembly - Goldie Hawn – Snatched som Linda Middleton - Susan Sarandon – A Bad Moms Christmas som Isis Dunkler   |
| Værste filmpar - Enhvert irriterende par emojis – The Emoji Movie - Enhver kombination af to roller, to stykker sexlegetøj eller to sex-stillinger – Fifty Shades - I mørket - Enhver kombination af to mennesker, to robotter eller to eksplosioner – Transformers: The Last Knight - Johnny Depp og hans slidte fuldemands-rutine – Pirates of the Caribbean: Dead Men Tell No Tales - Tyler Perry og enten hans grimme kjoler eller slidte parykker – Boo 2! A Madea Halloween | Værste forløber, genindspilning, plagiat eller efterfølger - Fifty Shades - I mørket (Universal/FocusFeatures) - Baywatch (Paramount) - Boo 2! A Madea Halloween (Lionsgate) - The Mummy (Universal) - Transformers: The Last Knight (Paramount)                                                         |
| Værste manuskript - The Emoji Movie – Tony Leondis, Eric Siegel and Mike White; baseret på trenden i emojis - Baywatch – Damian Shannon, Mark Swift, Jay Scherick, David Ronn, Thomas Lennon og Robert Ben Garant; baseret på for Baywatch af Michael Berk, Douglas Schwartz og Gregory J. Bonann - Fifty Shades - I mørket – Niall Leonard; baseret på romanen skrevet af E. L. James - The Mummy – David Koepp, Christopher McQuarrie, Dylan Kussman, Jon Spaihts, Alex Kurtzman og Jenny Lumet; baseret på serien The Mummy - Transformers: The Last Knight – Art Marcum, Matt Holloway, Ken Nolan og Akiva Goldsman; baseret på legetøjet Transformers fra Hasbro | The Razzie Nominee So Rotten You Loved It - Baywatch - The Emoji Movie - Fifty Shades - I mørket - The Mummy - Transformers: The Last Knight |
| Barry L. Bumstead Award - CHiPs | The Razzie Redeemer Award - "A Safe Hollywood-Haven where talent is protected, nourished and allowed to flourish with proper compensation." |

## Film der modtog eller var nomineret til flere priser
Følgende ni film modtog flere nomineringer:
| Nominationer | Film                                              |
| ------------ | ------------------------------------------------- |
| 10           | Transformers: The Last Knight*                    |
| 9            | Fifty Shades Darker                               |
| 8            | The Mummy                                         |
| 5            | Baywatch                                          |
| 5            | The Emoji Movie                                   |
| 3            | Boo 2! A Madea Halloween                          |
| 3            | Mother!*                                          |
| 3            | Pirates of the Caribbean: Dead Men Tell No Tales* |
| 2            | Daddy's Home 2*                                   |

* Film, der delte nominering med en anden.
Følgende film modtog flere priser:
| Antal priser | Film                |
| ------------ | ------------------- |
| 4            | The Emoji Movie     |
| 2            | Fifty Shades Darker |

## De nominerede films salg
| Film                                             | Budget       | Box office   | Over-/Underskud | Rotten Tomatoes | Metacritic | Refs.                       |
| ------------------------------------------------ | ------------ | ------------ | --------------- | --------------- | ---------- | --------------------------- |
| A Bad Moms Christmas                             | $28,000,000  | $130,560,428 | $102,560,428    | 29% (4.5/10)    | 42/100     | [ 4 ] [ 5 ] [ 6 ]           |
| Baywatch                                         | $69,000,000  | $177,856,751 | $108,856,751    | 18% (4/10)      | 37/100     | [ 7 ] [ 8 ] [ 9 ]           |
| Boo 2! A Madea Halloween                         | $25.000.000  | $48.333.932  | $23.333932      | 6% (2.9/10)     | 17/100     | [ 10 ] [ 11 ] [ 12 ]        |
| The Circle                                       | $18.000.000  | $40.651.864  | $22.651.864     | 16% (4.3/10)    | 43/100     | [ 13 ] [ 14 ] [ 15 ] [ 16 ] |
| Collide                                          | $21,500,000  | $4,811,525   | -$16,688,475    | 23% (3.9/10)    | 33/100     | [ 17 ] [ 18 ] [ 19 ]        |
| Daddy's Home 2                                   | $69,000,000  | $179,892,434 | $110,892,434    | 19% (3.8/10)    | 30/100     | [ 20 ] [ 21 ] [ 22 ]        |
| The Emoji Movie                                  | $50,000,000  | $216,999,423 | $166,999,423    | 9% (2.7/10)     | 12/100     | [ 23 ] [ 24 ] [ 25 ]        |
| Fifty Shades Darker                              | $55,000,000  | $381,128,783 | $326,128,783    | 10% (3.3/10)    | 33/100     | [ 26 ] [ 27 ] [ 28 ]        |
| Mother!                                          | $30,000,000  | $44,516,999  | $14,516,999     | 69% (6.8/10)    | 75/100     | [ 29 ] [ 30 ] [ 31 ]        |
| The Mummy                                        | $125.000.000 | $409.231.607 | $284.231.607    | 16% (4.2/10)    | 34/100     | [ 32 ] [ 33 ] [ 34 ]        |
| Pirates of the Caribbean: Dead Men Tell No Tales | $230,000,000 | $794,861,794 | $564,861,794    | 30% (4.7/10)    | 39/100     | [ 35 ] [ 36 ] [ 37 ]        |
| Snatched                                         | $40,000,000  | $60,845,711  | $20,845,711     | 36% (5.1/10)    | 45/100     | [ 38 ] [ 39 ] [ 40 ]        |
| Transformers: The Last Knight                    | $217,000,000 | $605,425,157 | $388,425,157    | 16% (3.3/10)    | 27/100     | [ 41 ] [ 42 ] [ 43 ]        |
| Unforgettable                                    | $12,000,000  | $17,768,012  | $5,768,012      | 26% (4/10)      | 45/100     | [ 44 ] [ 45 ] [ 46 ]        |